# Jani Sievinen
Jani Nikanor Sievinen (Vihti, 1974. március 31. –) olimpiai ezüstérmes, világbajnok finn úszó.

## Pályafutása
Az 1990-es években igazi úszófenoménnak tartották, az 1996-os atlantai nyári olimpiai játékokon ezüstérmet szerzett 200 méteres vegyesúszásban. 1993-ban nyerte meg első Európa-bajnoki címét, majd 1994-ben Rómában az úszó-világbajnokságon lett aranyérmes. Pályafutása alatt 5 világbajnoki aranyat, illetve 8 európa bajnoki aranyérmet nyert. 1994 és 2003 között ő tartotta a világrekordot 200 méteres vegyesúszásban (1:58:16). 2003. június 29-én nem más, mint az azóta a valaha volt legeredményesebb olimpikonná lett Michael Phelps vette el tőle a szám világcsúcsát. 1994-ben az év finn sportolójának választották.